# Marpesia marcella
Marpesia marcella är en fjärilsart som beskrevs av Felder 1861. Marpesia marcella ingår i släktet Marpesia och familjen praktfjärilar. Inga underarter finns listade i Catalogue of Life.